# História dos reis da Bretanha
História dos reis da Bretanha (em latim: Historia Regum Britanniae) é uma crônica pseudo-histórica relativa à Grã-Bretanha, escrita pelo galês Godofredo de Monmouth em algum momento entre 1135 e 1139, que tornar-se-ia um dos livros mais populares da Idade Média. Inicia com a chegada dos troianos Bruto, bisneto de Eneias, e Corineu, o homônimo fundador da Cornualha, que exterminou os gigantes da Grã-Bretanha. Na sequência, narra os reinados dos primeiros reis até os tempos de Artur, que tem destaque na obra. Os capítulos 106–111, que apresentam o encantador Merlim, foram publicados separadamente, antes de 1136.

## Texto disponível na internet
- Historia Regum Britanniae (Texto latino: edição de Paris, 1508)
- Historia Regum Britanniae:
  - «Histories of the Kings of Britain, tr. by Sebastian Evans, at Sacred Texts» (em inglês)
  - By Aaron Thompson with revisions by J. A. Giles at http://www.yorku.ca/inpar/geoffrey_thompson.pdf. (PDF) (em inglês)
  - (Arthurian passages only) edited and translated by J. A. Giles at http://www.lib.rochester.edu/camelot/geofhkb.htm. (em inglês)
- Vita Merlini, Basil Clarke's English translation from Life of Merlin: Vita Merlini (Cardiff: University of Wales Press, 1973). (em inglês)
  - Em Jones the Celtic Encyclopedia (em inglês)
  - Em Sacred-texts.com (em inglês)